# Hepatit E
Hepatit E, är en virussjukdom som orsakar leverinflammation med gulsot (ikterus). Enligt WHO insjuknar årligen cirka 15 miljoner människor av sjukdomen men det stora flertalet tillfrisknar och blir efter konvalescens helt återställda. Dödligheten är låg frånsett för gravida som insjuknar under tredje trimestern då upp mot 30% dem avlider.
Sjukdomen är ofullständigt kartlagd ur både epidemiologisk och klinisk synpunkt och mycket av "kunskaperna" bygger ännu 2016 på hypoteser och antaganden.

## Symtom
Det är framför allt ungdomar och yngre vuxna som insjuknar med gulsot, men sjukdomen läker ut och kronisk sjukdom är ovanlig. Undantag från den goda prognosen utgör gravida i tredje trimestern hos vilka dödligheten är upp mot 30% av dem som blir ikteriska.
Prevalensundersökningar som exempel gjorts i Sverige, se nedan, indikerar att åtminstone i delar av världen är subklinisk sjukdom vanlig, det vill säga sjukdom som inte orsakar för den sjuke eller omgivningen några påtagliga symtom men innebär förhöjda blodvärden på bland annat leverenzymer. Det karaktäristiska sjukdomsförloppet vid hepatit E är snarlikt det vid hepatit A med kort prodromalperiod med feber och huvudvärk; matleda, diffusa bukbesvär, illamående och kräkningar följt av att avföringen blir kittfärgad, urinen mörknar och huden gulnar – den sjuke har fått gulsot. I lindriga fall försvinner gulsoten inom några dagar men vanligare är ett förlopp på 3-4 veckor med en efterföljande konvalescens med trötthet och orkeslöshet. Risken för ett allvarligt fulminant förlopp är cirka 1%, det vill säga tio gånger högre än vid hepatit A och gäller särskilt för personer med samtidig kronisk hepatit B eller hepatit C. Personer med nedsatt immunförsvar löper ökad risk för att få sjukdomen kroniskt.

## Sjukdomsorsak
Hepatit E-virus (HEV) är ett sfärisk, naket, enkelsträngat RNA-virus med 32-34 nanometers diameter. Det är betydligt känsligare än hepatit A-virus för kyla och värme; tål exempelvis inte upprepad frysning och tining liksom ej heller upphettning. Desinfektionskemikalier som hypoklorit inaktiverar det effektivt. Denna känslighet antas vara en av orsakerna till att hepatit E inte orsakar samma snabbt uppblossande omfattande epidemier som hepatit A gör när det introduceras i en känslig befolkningsgrupp.
Taxonomin är inte helt etablerad 2016 men hittills har endast en art fastställts inom släktet Hepevirus som ingår i Hepeviridaefamiljen. Inom arten finns i fyra genotyper, genotyp 1 till 4 med något olika sjukdomsförlopp och epidemiologi.

## Diagnostik
Vid misstänkt hepatit E-sjukdom undersöks blodprov från patienten för immunoglobulin IgM och IgG mot hepatit E-virus. Finns IgM i blodet har patienten sjukdomen eller har nyligen haft den. Samtidigt som patienten blir ikterisk tillkommer IgG i blodet och det kvarstår under lång tid efter tillfrisknandet och förekomst av enbart IgG visar att personen har haft sjukdomen som är utläkt. IgG skyddar mot ny hepatit E-smitta, ett skydd som troligen varar resten av livet.
Det finns även molekylärbiologiska metoder för hepatit E-virusdiagnostik, men de är år 2016 inte fast etablerade i ordinarie laboratorieverksamheter utan används främst inom forskning.

## Förekomst och epidemiologi
Hepatit E är en global sjukdom och bedöms vara världens vanligaste orsak till akut leverinflammation med ikterus. I utvecklingsländer förekommer genotyp 1 och i mer begränsad utsträckning genotyp 2 med såväl endemiska sporadiska utbrott som omfattande epidemier. Utbrotten bedöms oftast orsakade av latrinförorenat dricksvatten, men det finns även utbrott, som inte har kunnat knytas till vatten utan till andra livsmedel. Området med utbrott av genotyp 1 sträcker sig från Västafrika via Mellanöstern och Afrikas horn bort genom Indien mot Kina och Sydostasien. Serologiska undersökningar har visat att 30-80% av människorna i området har genomgått sjukdomen. I Västeuropa och USA bedöms motsvarande andel vara 20-30%. Genotyp 2 förekommer i Mexiko och delar av Afrika.
Hepatit E-virus med genotyperna 3 eller 4 förekommer oftare i industrialiserade länder som en ständigt närvarande endemisk sjukdom. Gulfärgningen av huden, ikterusen, är inte lika påfallande vid smitta som vid genotyperna 1 eller 2 men patienterna mår sämre och det finns en viss risk för kronisk sjukdom och även dödlighet särskilt bland äldre vuxna. Neurologiska komplikationer och kronisk sjukdom har rapporterats bland människor med nedsatt immunförsvar.
Sjukdom som orsakas av genotyperna 3 och 4 orsakar inte utbrott på samma sätt som genotyp 1 och 2 utan förekommer fortlöpande även i utvecklingsländer, där den sprids i högre grad även via andra livsmedel än vatten.

### Förekomst i Sverige
I Sverige registreras ett ökande antal hepatit E-insjuknanden från 5 rapporterade fall enligt smittskyddslagen år 2006 till 32 år 2016, varav 23 uppgavs smittade inom landet det sistnämnda året. Rapporteringen speglar mer ökad observans bland läkare och framväxande diagnostiska laboratoriemöjligheter än verklig förekomst eller ökning av sjukdomen. Folkhälsomyndigheten förklarar detta under rubriken Kuriosa: 
"De fåtal rapporterade svenska fallen har i nästan samtliga fall smittats utomlands, men det finns en hög prevalens av antikroppar mot hepatit E i den svenska befolkningen, sex till nio procent, vilket tyder på att folk även smittas i Sverige. Att dessa inte upptäcks beror sannolikt på att de flesta har milda eller inga symtom alls. Dessutom är det inte säkert att sjukvården alltid testar för hepatit E vid gulsot om den som söker inte har varit utomlands".

## Reservoar
Människan antas vara huvudsakliga reservoaren men ett flertal djurarter som apor, hjortar, kaniner och råttor samt husdjur är också mottagliga och spridning mellan djur och människa kan förekomma.

## Inkubationstid
Inkubationstiden har vid utbrott beräknats till 15-64 dagar men oftast 26-42 dagar. Det finns hypoteser på att inkubationstiden är till en del dosberoende på så sätt att ju fler virus som finns i smittdosen, desto kortare blir inkubationstien.

## Smittsätt
Smittspridningen är främst fekal-oralt via latrinförorenat vatten, men även andra livsmedel som förorenats kan sprida smittan. Smittspridning inom familjer och till andra nära kontakter förekommer. Smittspridning via blod är en möjlig väg, men sällsynt. Hur länge den sjuke är smittsam har inte fastställt med säkerhet, men virus har hittats i avföring från sjuka i upp till två veckor efter insjuknandet. 
Det finns hållpunkter för att genotyperna 3 och 4 är zoonoser med smittöverföring mellan människor och djur. I vilken omfattning sådan smittspridning sker är ofullständigt känt

## Riskgrupper
I endemiska områden smittas människorna redan i barnaåldern och mottagligheten bedöms som allmän. Gravida som smittas i tredje trimestern av genotyperna 1 eller 2 har en akut dödlighet på upp till 30%. Äldre personer som insjuknar i genotyp 3 eller 4 bedöms vara särskilt känsliga för att utveckla kronisk sjukdom.

## Smittskyddaåtgärder
Viktigaste smittskyddsåtgärderna är god livsmedelshygien utan förorening med latrin, det vill säga att det skall finnas välfungerande dricksvatten- och avloppssystem. Dricksvatten på plomberad butelj är oftast, men inte alltid tillfedsställande desinfekterat.
Virus dödas vid upphettning. Vid osäker vattenkvalité räcker det med uppkokning tills ”en fiskögonstor bubbla” syns, alternativt görs klorering till nivå att fritt klor erhålls i vattnet. Andra livsmedel skall vara väl genomkokta eller stekta innan de äts. Frukt och grönsaker skall vara skalade eller genomkokta. Det gamla talesättet från engelska kolonialtiden "peel it, boil it - or leave it" gäller fortfarande i hög grad.

### Vaccination
Det finns ett kinesiskt recombinantvaccin (HEV 239 vaccine, Hecolin) under utvärdering. Hittills har det visat sig skydda effektivt mot symtom orsakade av genotyp 4 medan data är begränsade uppgifter eller saknas för de andra genotyperna. Vaccinet är inte tillgängligt i Sverige.
"Gammaglobulinprofylax" som är effektivt mot hepatit A har inte visat skyddseffekt mot hepatit E.

### Vård och omsorg
Specifik behandling av hepatit E saknas utan vården inriktas på allmänt understödjande omhändertagande av den sjuke och att avföring, urin och blod tas om hand på ett säkert sätt så inte smittspridning riskeras.

## Anmälningsplikt och förhållningsregler
Hepatit E är allmänfarlig sjukdom enligt svensk smittskyddslag och därmed även smittspårningspliktig. Vid inhemsk smitta rapporteras även till kommunernas miljö- och hälsoskyddsorganisationer. Den smittade skall erhålla information av sin läkare om sjukdomen och hur den smittar samt bindande muntliga och skriftliga förhållningsregler för att förhindra smittspridning. 